# Isopeda subalpina
Isopeda subalpina är en spindelart som beskrevs av Hirst 1992. Isopeda subalpina ingår i släktet Isopeda och familjen jättekrabbspindlar.
Artens utbredningsområde är Victoria, Australien. Inga underarter finns listade i Catalogue of Life.